# Musique folklorique azerbaïdjanaise

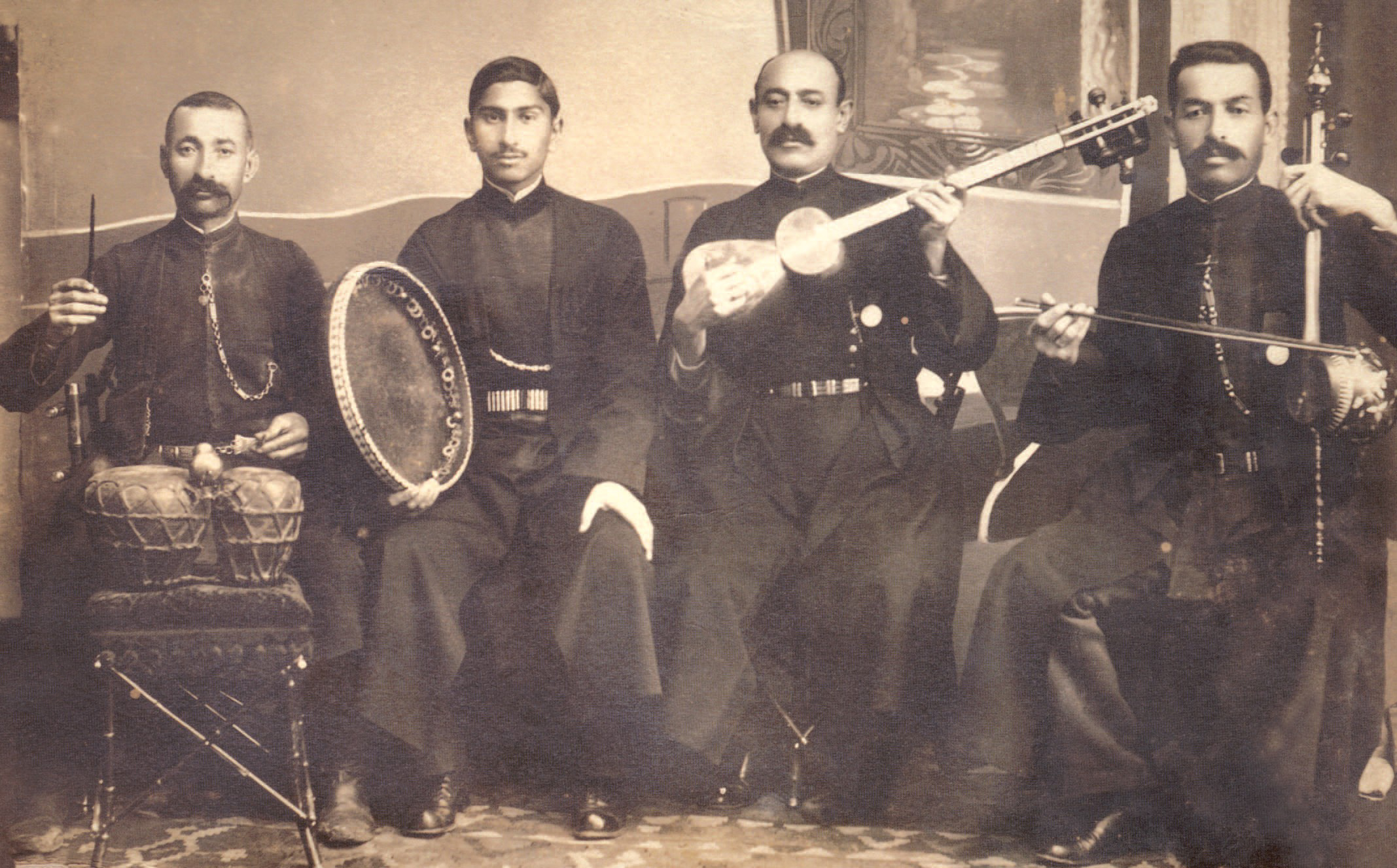

La musique folklorique azerbaïdjanaise (en azerbaïdjanais: Azərbaycan Xalq Musiqisi) combine les valeurs culturelles distinctes de toutes les civilisations qui ont vécu en Azerbaïdjan et dans la région de l'Azerbaïdjan iranien. 
Outre la musique commune que l'on trouve dans tout l'Azerbaïdjan, il existe différents types de musique folklorique, parfois liés à l'histoire ou simplement au goût des lieux spécifiques. 

## Histoire
La plupart des chansons racontent des histoires d'événements de la vie réelle et du folklore azerbaïdjanais, ou se sont développées grâce à des concours de chansons entre poètes troubadours. Correspondant à leurs origines, les chansons folkloriques sont généralement jouées lors de mariages, funérailles et festivals spéciaux.
La musique folklorique régionale accompagne généralement les danses folkloriques, qui varient considérablement d'une région à l'autre. L'ambiance régionale affecte également le sujet des chansons folkloriques, par ex. les chants folkloriques de la mer Caspienne sont animés en général et expriment les coutumes de la région. Les chansons sur la trahison ont un air de défi plutôt que de tristesse, alors que plus au sud voyagent en Azerbaïdjan, plus les mélodies ressemblent à une plainte.
Comme ce genre est considéré comme une musique populaire, les musiciens des mouvements socialistes ont commencé à adapter la musique folklorique avec des sons et des arrangements contemporains sous forme de musique de protestation.
Le processus de fusion entre les styles musicaux américains et le folk azerbaïdjanais peut également être considéré comme l'origine de la musique pop azerbaïdjanaise, qui tentait d'élever la musique folklorique grâce à une plus grande musicalité ou à des compétences en composition et en arrangement.

## Instruments traditionnels

### Instruments à cordes
Les instruments à cordes pincées comprennent le saz, le chang, le gopuz, le tar et le oud, à l'origine barbat, et le kanoun de type dulcimer (parfois martelé). Les instruments à cordes frottés incluent le kamantcha.

### Instruments à vent
Les instruments à vent comprennent le double anche, le tutek (flûte à sifflet), le zurna, le ney et le balaban.

### Instruments à percussion
Les instruments à percussion comprennent le tambour à cadre ghaval, le tambour cylindrique à double face nagara (davul), et le gocha nagara (paire de petits tambours de bouilloire) et daf (tambour à cadre).
Outre les instruments de percussion, il y a aussi cette pierre précieuse musicale connue sous le nom de Gaval Dach. Il fait un son de tambourin lorsqu'il est touché à différents points. Parmi les livres en pierre, il y a une grosse pierre plate formée de 3 supports. Il suffit de toucher l'objet avec une petite pierre, des sons musicaux en proviennent. Le Gaval Dach a été formé en raison de la combinaison d'un climat, d'un pétrole et d'un gaz uniques que l'on trouve dans la région d'Azerbaïdjan. Le Gaval Dach ne se trouve qu'à Goboustan, en Azerbaïdjan.